# 夏茂镇
夏茂镇是中国福建省三明市沙县区下辖的一个镇。

## 行政区划
夏茂镇共辖1个居委会、27个行政村，分别是：
夏茂镇居委会、东街村、中街村、西街村、俞邦村、松林村、倪居山村、乐厝村、李窠村、洋元村、大布村、水头村、儒元村、上碓村、岩坑村、罗坑村、车溪村、岩观村、后垅村、洋邦村、长阜村、溪口村、新建村、瓦溪村、梨树村、月帮村、坡后村、中堡村。